# Ел Саусиљо (Ла Јеска)
Ел Саусиљо (шп. El Saucillo) насеље је у Мексику у савезној држави Најарит у општини Ла Јеска. Насеље се налази на надморској висини од 1550 м.

## Становништво
Према подацима из 2005. године у насељу је живело 10 становника.

### Хронологија
| Година       | 2005 |
| ------------ | ---- |
| Становништво | 10   |

### Попис
| # | Индикатор                        | Вредност |
| - | -------------------------------- | -------- |
| 1 | Укупно појединачних домаћинстава | 1        |